# Trivial File Transfer Protocol
Trivial File Transfer Protocol (TFTP) là một giao thức truyền tập tin đơn giản theo bước, cho phép một khách hàng download một tập tin từ hoặc upload một tập tin vào một máy chủ từ xa. Một trong những ứng dụng chính của nó là trong giai đoạn đầu của các nút khởi động từ mạng cục bộ. TFTP đã được sử dụng cho ứng dụng này vì nó rất đơn giản để thực hiện.
TFTP lần đầu tiên được chuẩn hóa vào năm 1981 và đặc điểm kỹ thuật hiện tại cho giao thức có thể được tìm thấy trong RFC 1350.

## Tổng quan
Do thiết kế đơn giản, TFTP có thể dễ dàng thực hiện bằng mã với dung lượng bộ nhớ nhỏ. Do đó, đây là giao thức được lựa chọn cho các giai đoạn ban đầu của bất kỳ chiến lược khởi động mạng nào như BOOTP, PXE, BSDP, v.v..., khi nhắm mục tiêu từ các máy tính có nguồn lực cao đến các máy tính bảng đơn có nguồn lực rất thấp (SBC) và Hệ thống trên vi mạch (SoC). Nó cũng được sử dụng để chuyển hình ảnh firmware và tập tin cấu hình sang các thiết bị mạng như bộ định tuyến, tường lửa, điện thoại IP, v.v...Ngày nay, TFTP hầu như không được sử dụng để chuyển file qua Internet.
Thiết kế của TFTP bị ảnh hưởng từ giao thức EFTP trước đó, là một phần của bộ giao thức PUP. TFTP lần đầu tiên được xác định vào năm 1980 bởi IEN 133. Vào tháng 6 năm 1981 Giao thức TFTP (Bản sửa đổi 2) đã được xuất bản với tên RFC 783 và sau đó được cập nhật vào tháng 7 năm 1992 bởi RFC 1350, trong đó có một số thứ khác là Hội chứng học việc của Sorcerer. Vào tháng 3 năm 1995, RFC 1782 mở rộng tùy chọn TFTP được cập nhật sau đó vào tháng 5 năm 1998 bởi RFC 2347, đã xác định cơ chế đàm phán tùy chọn thiết lập khung cho các tùy chọn chuyển tập tin được đàm phán trước khi chuyển bằng cơ chế phù hợp với đặc điểm ban đầu của TFTP.
TFTP là một giao thức đơn giản để truyền tệp, được triển khai trên giao thức UDP/IP sử dụng cổng số 69 nổi tiếng. TFTP được thiết kế nhỏ và dễ thực hiện, do đó nó thiếu hầu hết các tính năng nâng cao được cung cấp bởi các giao thức truyền tệp mạnh mẽ hơn. TFTP chỉ đọc và ghi tệp từ hoặc đến một máy chủ từ xa. Nó không thể liệt kê, xóa hoặc đổi tên tập tin hoặc thư mục và nó không có quy định để xác thực người dùng. Ngày nay TFTP thường chỉ được sử dụng trên các mạng cục bộ (LAN).